# Kulturweg der Alpen
Der Kulturweg der Alpen (auch: Kulturweg Alpen) beginnt am Genfersee und führt durch voralpines und alpines Gebiet – rund 600 Kilometer und 15 Pässe – durch die Kantone Wallis, Waadt, Freiburg, Bern, Luzern, Obwalden, Nidwalden, Uri, Tessin und Graubünden ins Val Müstair im Südosten der Schweiz.
Unterwegs wandert man oft auf historischen Wegabschnitten. Der Kulturweg führt durch alle vier Sprachregionen der Schweiz und lässt den Wanderer die verschiedenen kulturellen Eigenheiten der Regionen hautnah erleben.
Wer diese Fernwanderung in einem Stück durchwandern will, braucht dafür einen guten Monat Zeit. Die meisten Etappen sind mit öffentlichen Verkehrsmitteln erreichbar – bei schlechtem Wetter kann die Tour deshalb problemlos abgeändert oder verkürzt werden.
Der Verband Naturfreunde Schweiz ist Herausgeber des Buches Kulturweg Alpen. Es ist 1999 im Limmat Verlag erschienen.

## Die Route
- Saint-Gingolph VS – Villeneuve VD – Montreux
- Montreux – Les Avants – Col de Jaman – Montbovon
- Montbovon – Château-d’Oex
- Château-d’Oex – Rougemont VD – Saanen
- Saanen – Rellerligrat – Bire – Abländschen
- Abländschen – Alp Grat – Jaun
- Jaun – Reidigenpass – Boltigen
- Boltigen – Oberwil im Simmental – Erlenbach im Simmental
- Erlenbach – Spiez – (Schiff) – Merligen
- Merligen – Sichle – Innereriz
- Innereriz – Honegg – Schangnau – Wachthubel – Marbach LU
- Marbach – Hilferenpass – Flühli
- Flühli – Sörenberg
- Sörenberg – Giswil
- Giswil – Sachseln – Flüeli-Ranft – Melchtal
- Melchtal – Storeggpass – Engelberg
- Engelberg – Blackenalp
- Blackenalp – Surenenpass – Brüsti – Altdorf UR
- Altdorf – Amsteg – Gurtnellen Dorf – Gurtnellen Wiler
- Gurtnellen Wiler – Göschenen – Andermatt
- Andermatt – Gotthardpass – Airolo
- Airolo – Deggio – Osco
- Osco – Anzonico – Sobrio
- Sobrio – Capanna Pian d’Alpe – Leontica
- Leontica – Olivone – Campo (Blenio)
- Campo (Blenio) – Lago di Luzzone – Capanna Motterascio
- Capanna Motterascio – Greina – Pass Diesrut – Vrin
- Vrin – Vella GR – Ilanz
- Ilanz – Laax
- Laax – Tamins
- Tamins – Chur
- Chur – Tschiertschen
- Tschiertschen – Langwies
- Langwies – Strassberg im Fondei – Durannapass – Klosters
- Klosters Platz – Berghaus Vereina
- Berghaus Vereina – Vereinapass – Lavin
- Lavin – Ardez – Ftan – Scuol
- Scuol – Clemgia-Schlucht – S-charl
- S-charl – Pass da Costainas – Lü
- Lü – Müstair